# 아시안 하이웨이 34호선

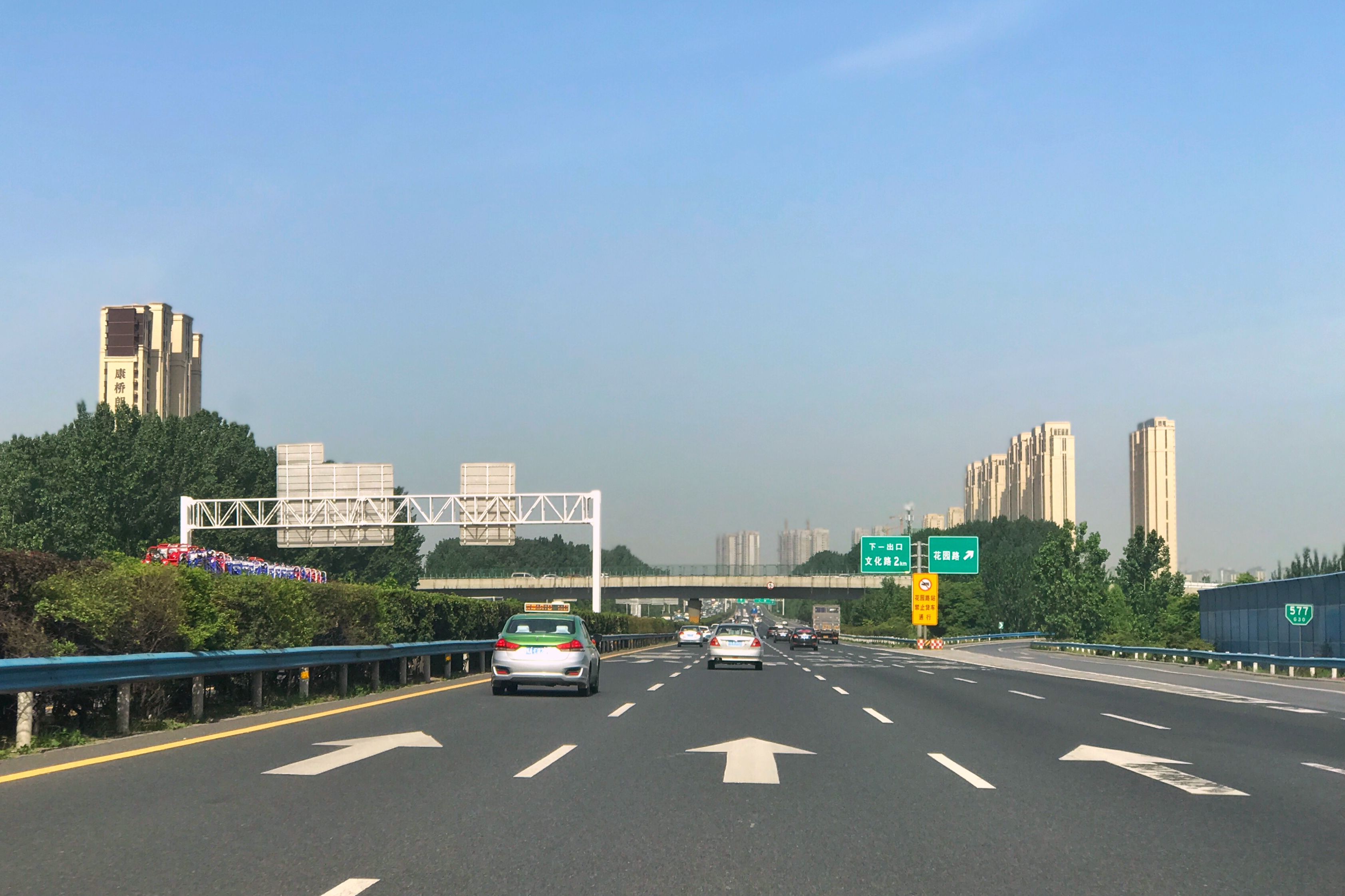
정저우 부근을 관통하고 있는 아시안 하이웨이 34호선.

아시안 하이웨이 34호선(AH34, )은 중화인민공화국의 롄윈강시에서 시안시까지 이어주는 아시안 하이웨이 노선망이자 고속도로이다. 또한 총 연장은 1,033 km (약 642 마일)이다. 해당 고속도로는 전 구간 모두 롄훠 고속공로의 구간으로 지정된 상태이다.

## 주요 경유지
- 중국
  -  롄훠 고속공로 : 롄윈강시 - 정저우시 - 시안시

## 접촉 가능한 분기점
- 아시안 하이웨이 1호선 : 정저우시
- 아시안 하이웨이 5호선 : 시안시

## 같이 보기
- 롄훠 고속공로